# Inhumeroclerus thomsoni
Inhumeroclerus thomsoni is een keversoort uit de familie mierkevers (Cleridae). De wetenschappelijke naam van de soort is voor het eerst geldig gepubliceerd in 1955 door Pic.